# Moro (camuflatge)

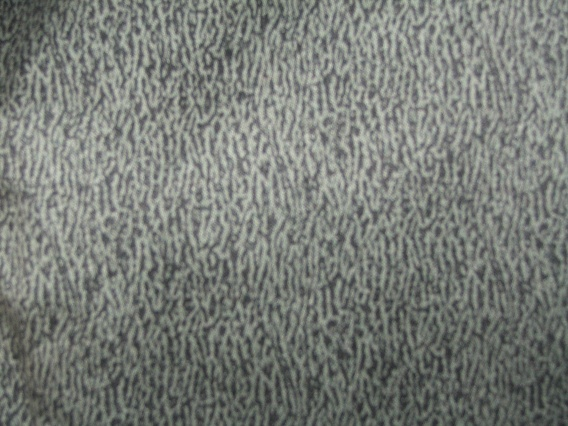
Exemple del patró moro negre

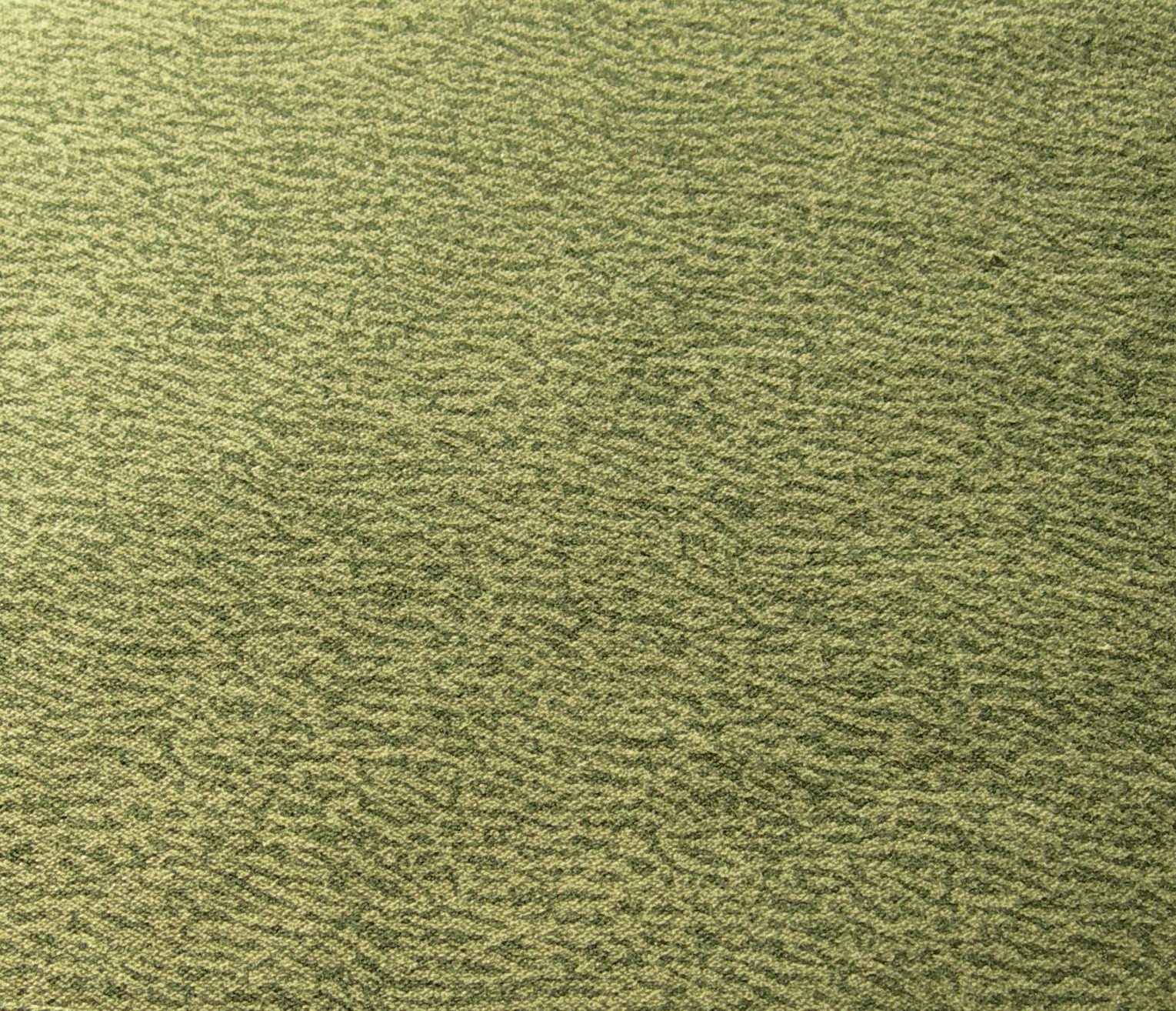
Exemple del patró moro verd

Moro (terme polonès) és un patró mimètic polonès a base d'una agrupació densa de taques amb forma de cuc, en to fosc, sobre fons llis més clar. Creat el 1968 per a substituir el model pluvial en els uniformes de campanya, vigí fins al 1989, en què el substituí el patró puma. La versió de l'Exèrcit era en tons verds (moro verd); la de l'Armada i la Força Aèria, en tons negres (moro negre); la de la policia, en tons blaus (moro blau).
El patró moro es pot classificar com a clapejat, si considerem els, diguem-ne, cucs com una mena de pics. Emperò, des del punt de vista de l'elaboració tècnica, sembla evident la relació amb els patrons pluvials.
El nom de moro, que en principi pot sorprendre, no té res a veure amb el Magrib: és la sigla de la companyia productora, Materiał odzieżowy roboczo-ochronny ('Material Tèxtil de Protecció Individual'). En polonès col·loquial hom tendeix a usar moro com a sinònim de kamuflaż ('camuflatge'), a causa de la gran popularitat del patró. A la resta del món es dona sovint l'error de creure que moro era el nom polonès del camuflatge pluvial; aquest, ben al contrari, hi rebia el nom de deszczyk ('gota de pluja').